# Nestorio
Nestorio, o Nestore (Germanicia, 381 circa – Kharga, 451 circa), è stato un arcivescovo e teologo siro, arcivescovo di Costantinopoli dal 428 al 431.
Durante le dispute cristologiche del V secolo, i suoi avversari gli attribuirono la dottrina che da lui prese nome di Nestorianesimo, ossia un difisismo (dal greco antico δύο, dyo, due, e φύσις, physis, natura) estremo - alle due nature, divina e umana, di Cristo corrisponderebbero anche due persone - condannata come eretica dal Concilio di Efeso nel 431.
Nel 1895, la scoperta di un suo scritto, il Liber Heraclidis (Libro di Eraclide), e nuovi studi intrapresi sul conflitto che lo oppose al vescovo Cirillo d'Alessandria, hanno riconosciuto tuttavia che la sua teoria cristologica fu forse conforme alla dottrina ortodossa stabilita nel successivo Concilio di Calcedonia del 451, per la quale nell'unica persona di Cristo sussistono due nature.
La sua memoria liturgica è celebrata il 25 ottobre dalla Chiesa assira d'Oriente.

## Vita e pensiero
Nato a Germanicia nella provincia romana di Siria (oggi Kahramanmaraş in Turchia), studiò sotto Teodoro di Mopsuestia ad Antiochia e fu monaco del convento di Euprepios, presso Antiochia. Nel 428, nominato arcivescovo di Costantinopoli, s'impegnò a combattere le eresie ariane e novaziane, mentre ebbe un atteggiamento favorevole verso i pelagiani Giuliano di Eclano e Celestio, profughi nella città dopo la condanna del pelagianesimo.
In quello stesso anno, sulla scia delle prese di posizione di Atanasio di Alessandria (295-373), si impose il problema di quale fosse il termine preciso da attribuire alla Vergine Maria: se madre di Dio (in greco Theotókos), madre di Cristo (in greco Christotokos) o madre dell'uomo figlio di Dio (in greco anthropotokos oppure Theodochos, "che riceve Dio").
Nel primo concilio di Nicea era stata affermata la consustanzialità, cioè la stessa natura, di Cristo e di Dio. Nestorio era sostenitore dell'identità di natura (ousìa) e persona (hypostasis) e della immutabilità di Dio: se Dio è immutabile, la sostanza umana e la sostanza divina non possono fondersi; se a ogni sostanza deve corrispondere una persona, allora in Cristo vi sono due persone distinte, una divina e una umana, con una attività comune.
Scrive Nestorio:
Il vescovo di Alessandria Cirillo informò papa Celestino I (422-432) con uno scritto in cui contestava Nestorio e il suo maestro Teodoro di sostenere l'assenza di unione ipostatica in Cristo, cioè la mancata unione della natura divina e umana in una sola persona. Nestorio, che sapeva di avere l'appoggio dell'imperatore e dei massimi teologi antiocheni, Andrea di Samosata e Teodoreto di Cirro, rifiutò di sottoscrivere la formula di fede che era stata approvata in un sinodo ad Alessandria e una lista di dodici anatemi.
Solo l'imperatore poteva risolvere la disputa. Teodosio II convocò un concilio a Efeso nel giugno 431. I sostenitori di Cirillo, giunti il 22 giugno al concilio, prima dei sostenitori di Nestorio, condannarono Nestorio. I sostenitori di Nestorio, giunti due giorni dopo, assolsero Nestorio e scomunicarono Cirillo e i suoi sostenitori. I delegati occidentali, favorevoli a Cirillo, giunti il 10 luglio, riconfermarono la condanna di Nestorio, stabilendo che:
L'imperatore, disorientato da tante vicende contraddittorie, sciolse il concilio senza prendere decisioni.
Mentre Nestorio si ritirava nel suo antico monastero di Eupreprio, Cirillo riuscì a convincere della sua tesi molti sostenitori di Nestorio, funzionari della corte e la stessa famiglia imperiale attraverso «manovre di corruzione in grande stile»: distribuì quintali d'oro e regali preziosi come «piume di struzzo, stoffe costose, tappeti e mobili d'avorio». L'obiettivo fu così raggiunto: a Costantinopoli «tutti sono stati convinti con l'oro, e i giudici stessi sostengono che esiste una sola natura della divinità e dell'umanità», anche se in questo modo Cirillo svuotò le casse della chiesa di Alessandria, costringendola a indebitarsi per 750 chili d'oro. Il suo successore Dioscoro, nel 444 dovrà intentare causa agli eredi di Cirillo perché restituissero alla chiesa quanto Cirillo le aveva sottratto.
Nestorio nel 435 fu esiliato nell'oasi di El Kharga, presso Tebe, in Egitto, dove morì intorno al 451.

## IlLiber Heraclidis
Nel 1889, i missionari statunitensi della Chiesa Presbiteriana scoprirono nella biblioteca patriarcale di Qudshanis, non distante da Urmia, nel Kurdistan turco, una traduzione mutila in siriaco del testo greco del  Liber Heraclidis, datata al VI secolo d.C. Il testo siriaco fu pubblicato per la prima volta nel 1910 dal sacerdote lazzarista Paul Bedjan, successivamente tradotto in francese dal siriacista François Nau e in inglese a cura di Hodgson e Driver.
Nel 1963, Luise Abramowski diede alle stampe la monografia Untersuchungen zum Liber Heraclidi, frutto della dissertazione di dottorato e dell'abilitazione alla docenza, nella quale propose per il prima volta l'idea di uno pseudo-Nestorio, che avrebbe interpolato il testo greco successivamente alla morte di Nestorio, agendo con ogni probabilità fra il 450 e il 470 d.C. nel monastero Akoimetai di Costantinopoli. La ricerca filologica successiva ha ristabilito l'autorevolezza storica dell'opera nel suo complesso ed in particolare della sezione apologia pro vita sua, preservata ininterrottamente fino al XIX secolo.

Esso viene quindi considerato una fonte storiografica sia per la controversia del Concilio non ecumenico di Costantinopoli del 448 che per quanto concerne la formazione dell'eresia monofisita di Eutiche (378-454).

## Eredità
I suoi sostenitori costituirono una Chiesa separata, la Chiesa nestoriana, che si sviluppò in Assiria, in Caldea (la zona del medio e basso corso dei fiumi Tigri ed Eufrate) e in Persia, e portando nel tempo la loro predicazione fino all'India ed alla Cina. Il declino della Chiesa nestoriana avvenne con l'invasione di Tamerlano del 1380 e con l'espansione dell'islamismo in Persia.
Oggi i fedeli della Chiesa assira d'Oriente, alcune centinaia di migliaia, vivono in Iraq, in Iran e in India.
Riguardo invece al problema concernente la natura di Maria,
Il primo Concilio di Efeso, condannando il duofisismo nestoriano, ne rigettò pure la mariologia anche se sostanzialmente più rispettosa dell'ortodossa cristologia teandrica (o teantropica). Ne risultò il primo dei quattro dogmi mariani, quello più vicino all'attuale proposta del quinto dogma.